# 31. Berlini Nemzetközi Filmfesztivál
A 31. Berlini Nemzetközi Filmfesztivál 1981. február 13. és 24. között került megrendezésre. Az Arany Medve díjat Carlos Saura filmje, a Gyorsan, gyorsan nyerte. A fesztivál retrospektív programját Michael Balcon brit filmproducernek szentelték, valamint tisztelegtek vele Yılmaz Güney török filmrendezőnek, aki politikai fogoly ezidőben. The guest of the Homage was German film director Peter Pewas.

## Zsűri
Az alábbi emberek voltak a fesztivál zsűrijének tagjai:
- Jutta Brückner, német rendező, forgatókönyvíró és producer – Zsűrielnök
- Denis Héroux, francia rendező és producer
- Astrid Henning-Jensen, dán rendező és forgatókönyvíró
- Irina Kupchenko, szovjet színésznő
- Peter Bichsel, svájci újságíró és író
- Antonio Isasi-Isasmendi, spanyol rendező, forgatókönyvíró, vágó és producer
- Chatrichalerm Yukol, thai rendező
- Jerzy Płażewski, lenyel filmkritikus, író és filmtörténész
- Italo Zingarelli, olasz producer

## A fesztivál programja

### Versenyben lévő filmek
Az alábbi filmek voltak versenyben az Arany Medve- és az Ezüst Medve-díjakért:
| Magyar cím                                 | Eredeti cím                                | Rendező                 | Ország             |
| ------------------------------------------ | ------------------------------------------ | ----------------------- | ------------------ |
| Akaler Sandhane                            | আকালের সন্ধানে                                  | Mrinal Sen              | India              |
| A csónak megtelt                           | Das Boot ist voll                          | Markus Imhoof           | Svájc              |
| Nem akarok felnőni                         | Barnens ö                                  | Kay Pollak              | Svédország         |
| Yen gui lai                                | 燕归来                                     | Jinggong Fu             | Kína               |
| Gyorsan, gyorsan                           | Deprisa, deprisa                           | Carlos Saura            | Spanyolország      |
| Der Neger Erwin                            | Der Neger Erwin                            | Herbert Achternbusch    | Nyugat-Németország |
| Robbanásveszély                            | Gorączka                                   | Agnieszka Holland       | Lengyelország      |
| Le Grand Paysage d'Alexis Droeven          | Le Grand Paysage d'Alexis Droeven          | Jean-Jacques Andrien    | Belgium            |
| Head On                                    | Head On                                    | Michael Grant           | Kanada             |
| History of the World in Three Minutes Flat | History of the World in Three Minutes Flat | Michael Mills           | Kanada             |
| Il minestrone                              | Il minestrone                              | Sergio Citti            | Olaszország        |
| Der Erfinder                               | Der Erfinder                               | Kurt Gloor              | Svájc              |
| Köszönöm, megvagyunk                       | Köszönöm, megvagyunk                       | Lugossy László          | Magyarország       |
| Kudrat                                     | कुदरत                                       | Chetan Anand            | India              |
| Luang Ta                                   | หลวงตา                                     | Permphol Cheyaroon      | Thaiföld           |
| Maravillas                                 | Maravillas                                 | Manuel Gutiérrez Aragón | Spanyolország      |
| Milka                                      | Milka – elokuva tabuista                   | Rauni Mollberg          | Finnország         |
| Ter land, ter zee en in de lucht           | Ter land, ter zee en in de lucht           | Paul Driessen           | Hollandia          |
| A vidéki lány                              | La provinciale                             | Claude Goretta          | Svájc              |
| Tribute                                    | Tribute                                    | Bob Clark               | Kanada             |
| Kamionat                                   | Камионът                                   | Christo Christov        | Bulgária           |
| Huszonhat nap Dosztojevszkij életéből      | Двадцать шесть дней из жизни Достоевского  | Aleksandr Zarkhi        | Szovjetunió        |
| Tsigoineruwaizen                           | ツィゴイネルワイゼン                       | Seijun Suzuki           | Japán              |
| Vrijdag                                    | Vrijdag                                    | Hugo Claus              | Belgium            |

### Versenyen kívül
- Átlagemberek (Ordinary People) – Robert Redford (Amerikai Egyesült Államok)
- Dühöngő bika (Raging Bull) – Martin Scorsese (Amerikai Egyesült Államok)

### Retrospektív
Az alábbi filmeket vetítették a Michael Balconnak szánt retrospektív programban: 
| Magyar cím                    | Eredeti cím               | Rendező                                                              | Ország             |
| ----------------------------- | ------------------------- | -------------------------------------------------------------------- | ------------------ |
| Bulldog Jack                  | Bulldog Jack              | Walter Forde                                                         | Egyesült Királyság |
| Az éjszaka halottja           | Dead of Night             | Alberto Cavalcanti, Charles Crichton, Basil Dearden and Robert Hamer | Egyesült Királyság |
| Foreign Affaires              | Foreign Affaires          | Tom Walls                                                            | Egyesült Királyság |
| Kém voltam                    | I Was a Spy               | Victor Saville                                                       | Egyesült Királyság |
| Szabotázs                     | Sabotage                  | Alfred Hitchcock                                                     | Egyesült Királyság |
| Titkos ügynök                 | Secret Agent              | Alfred Hitchcock                                                     | Egyesült Királyság |
| A kék lámpa                   | The Blue Lamp             | Basil Dearden                                                        | Egyesült Királyság |
| The Gaunt Stranger            | The Gaunt Stranger        | Walter Forde                                                         | Egyesült Királyság |
| A férfi, aki túl sokat tudott | The Man Who Knew Too Much | Alfred Hitchcock                                                     | Egyesült Királyság |
| Betörő az albérlőm            | The Ladykillers           | Alexander Mackendrick                                                | Egyesült Királyság |
| A Levendula-dombi csőcselék   | The Lavender Hill Mob     | Charles Crichton                                                     | Egyesült Királyság |
| 39 lépcsőfok                  | The 39 Steps              | Alfred Hitchcock                                                     | Egyesült Királyság |

Az alábbi filmeket vetítették a Peter Pewasnak szánt homázs programban:
| Magyar cím         | Eredeti cím        | Rendező     | Ország             |
| ------------------ | ------------------ | ----------- | ------------------ |
| Viele kamen vorbei | Viele kamen vorbei | Peter Pewas | Nyugat-Németország |

## Győztesek
- Arany Medve: Gyorsan, gyorsan (Carlos Saura)
- Zsűri Nagydíja: Akaler Sandhane (Mrinal Sen)
- Ezüst Medve díj a legjobb színésznőnek: Barbara Grabowska (Robbanásveszély)
- Ezüst Medve díj a legjobb színésznek: 
  - Anatoly Solonitsyn (Huszonhat nap Dosztojevszkij életéből)
  - Jack Lemmon (Tribute)
- Ezüst Medve díj a kiemelkedő művészi teljesítményért: Markus Imhoof (A csónak megtelt)
- Tiszteletbeli említés:
  - Le Grand Paysage d'Alexis Droeven
  - Tsigoineruwaizen

## Fordítás
- Ez a szócikk részben vagy egészben  a(z)   31st Berlin International Film Festival című angol Wikipédia-szócikk fordításán alapul.  Az eredeti cikk szerkesztőit annak laptörténete sorolja fel. Ez a jelzés csupán a megfogalmazás eredetét és a szerzői jogokat jelzi, nem szolgál a cikkben szereplő információk forrásmegjelöléseként.